# Die Nacht mit dem Teufel
Die Nacht mit dem Teufel (Alternativtitel: Der Teufel gibt sich die Ehre, Originaltitel: Les Visiteurs du soir) ist ein französischer Spielfilm von Marcel Carné aus dem Jahr 1942 mit Arletty und Alain Cuny in den Hauptrollen.

## Handlung
Frankreich im Spätmittelalter. Der früh verwitwete Baron Hugues richtet im Mai 1485 aus Anlass der Verlobung seiner Tochter Anne mit dem Baron Renaud, der ganz offensichtlich das Kriegshandwerk und die Jagd mehr als seine zukünftige Ehefrau liebt, ein Fest aus. Zur Unterhaltung haben sich einige Spielleute eingefunden, darunter zwei Lautenspieler, Gilles und Dominique. Niemand ahnt, was sich hinter deren Maske aus musikalischer Zerstreuung verbirgt – in Wahrheit sind die beiden Abgesandte des Teufels. Sie sollen im Auftrag ihres Herrn das Böse in die Welt tragen. In dem Moment, in dem sie das Schloss betreten, benutzen sie ihre Macht der Verführung, um Unfrieden beim künftigen Brautpaar zu stiften. Mit seinen Weisen zieht Gilles die Braut in seinen Bann, die betört seiner Stimme lauscht.
Danach verfallen auch Hugues und Renaud der betörenden Dominique, die ihre Aufgabe, beide Männer in ihren Bann zu schlagen, kaltlächelnd und listig durchführt. Zwischen den beiden nun miteinander konkurrierenden Männern sät sie Zwietracht, jeder will sie für sich haben. Bei einem Jagdausritt der Festgäste erwachsen zwischen Gilles, dem anderen Abgesandten, und Anne, der Braut in spe, zarte Bande. Beide küssen einander auf einer Blumenwiese an einem romantischen Brunnen. Gilles vergisst seine finstere Absicht, der jungen Unschuld mit seinen Verführungskünsten die Reinheit zu rauben. Beide haben sich tatsächlich ineinander verliebt. Das gefällt dem Teufel überhaupt nicht, und so erscheint er eines Nachts im Schloss mit Donnergrollen als Begleitmusik. Er wird vom Hausherrn, Baron Hugues, willkommen geheißen und gibt sich elegant gekleidet, formvollendet und liebenswürdig, ganz Herr von Welt, voll geistreicher Zynismen und hintersinniger Bemerkungen. Der fremde Gast hat nichts Gutes im Sinn. Der Teufel versucht von da an alles, um die sich zwischen Anne und Gilles anbahnende Liebe zu zerstören und die jungen Menschen voneinander zu trennen.
Er sorgt dafür, dass Gilles und Anne in trauter Zweisamkeit ertappt werden, woraufhin man Gilles arretiert, misshandelt und in den Kerker wirft. Die Verlobung von Anne und Renaud wird noch in derselben Nacht gelöst. Der Teufel selbst ist von Annes Reinheit derart fasziniert, dass er beschließt, sie um jeden Preis für sich zu gewinnen. Jedes Mittel ist ihm recht, sie und Gilles zu entzweien. Er betört sie in einem fort, doch Anne hört nur die nach ihr rufende Stimme des in Ketten liegenden Gilles. In einer Vision lässt der Teufel auch sie in Ketten legen und beide gleich darauf wieder auf ihre Blumenwiese zurückkehren. Dort zeigt er in der Wasserspiegelung des Brunnens, was inzwischen auf dem Schloss geschehen ist. Mit ihm und Dominique als amüsierte Zuschauer duellieren sich Hugues und Renaud in einem ritterlichen Schwertkampf auf Leben und Tod. Wider Erwarten gewinnt der ältere der beiden Männer, der ein wenig schwächer wirkende Schlossherr Hugues, während Renaud im Kampf getötet wird.
Anne ist untröstlich, ihr Vater ebenso. Dominique gesteht Baron Hugues ihre finstere Absicht und reitet aus dem Schloss ins Freie. Hugues kann trotz allem nicht von ihr lassen und reitet ihr hinterher. Unterdessen willigt Anne ein, dem Teufel zu folgen – wenn er nur dafür sorgte, dass Gilles aus dem Verlies freikommt. Tatsächlich befreit der Teufel Gilles von seinen Ketten, dieser verliert aber durch die Macht des Teufels alle Erinnerung an seine Liebe zu Anne. Jetzt sieht diese sich nicht mehr an ihr Versprechen gebunden und macht dem Teufel klar, dass sie ihn niemals lieben könne. Er ist fassungslos, verkörperte sie doch in seinen Augen die absolute Reinheit und Unschuld. Doch Anne sagt dem Teufel lächelnd ins Gesicht, dass sie ihn mit ihrem Versprechen habe täuschen wollen. Sie geht davon, und der Teufel muss erkennen, dass eine aufrichtige, tief empfundene Liebe nicht korrumpier- und nicht zerstörbar ist. Am Brunnen, wo sich einst Gilles und Anne verliebt haben, erwacht beider Liebe erneut. Doch der Teufel nimmt fürchterliche Rache. Er verwandelt Anne und Gilles in steinerne Figuren, um ihre Liebe endgültig zu zerstören. Doch die Liebe ist stärker als der Hass, der Teufel hört ihre Herzen unter dem Stein weiter schlagen. Außer sich vor Zorn schlägt er auf die Statuen ein.

## Produktionsnotizen
Gedreht wurde von April bis September 1942 in Nizza, in dem zu dieser Zeit nicht von deutschen Truppen besetzten Teil Frankreichs. Die Uraufführung von Die Nacht mit dem Teufel fand am 5. Dezember 1942 in Paris statt. Im Nachkriegsdeutschland wurde der Film am 22. April 1950 erstaufgeführt, in Österreich bereits am 25. Januar 1946 unter dem Alternativtitel Die Satansboten. Anlässlich des 60. Jahrestags der Uraufführung wurde am 19. Dezember 2012 eine restaurierte Fassung des Films herausgebracht.
Der kleinwüchsige Piéral spielte in diesem Film seine erste Rolle.
Marc Fossard diente Chefoperateur Roger Hubert als einfacher Kameramann.
Die Filmbauten stammten von Georges Wakhévitch unter der Mithilfe von Léon Barsacq und Alexandre Trauner. Trauner wurde im Vorspann deshalb nicht namentlich genannt, weil er zu diesem Zeitpunkt als Jude im noch nicht von Deutschland besetzten Vichy-Frankreich nicht ohne Gefahr offen auftreten konnte.
Wie die in Rom erscheinende italienische Filmzeitschrift Film (Ausgabe vom 1. Juli 1943) in der Rubrik „Pariser Neuigkeiten“ berichtete, stand der Hauptdarstellerin Arletty laut Vertrag eine Gage von 400.000 Francs zu. Tatsächlich soll sie 900.000 Franc erhalten haben.

## Kritik
In Reclams Filmführer heißt es: „Während dieser Film, der zur Zeit der Besetzung Frankreichs entstand, für die einen ein Dokument innerer Emigration ist, sehen andere in ihm einen verschlüsselten politischen Film. Für sie ist der Teufel Hitler, und das Herz, das in den Statuen weiterschlägt, gilt ihnen als das Herz Frankreichs. Überzeugender als diese Anspielungen ist jedoch die Behandlung von Carnés Lieblingsthema, der Kampf zwischen Gut und Böse, in einem völlig verwandelten Milieu, dessen Atmosphäre er mit sparsamen Mitteln überzeugend einfing.“
Auch Das große Personenlexikon des Films weist in der Biografie von Marcel Carné auf die Mehrdeutigkeit des Films hin: „Mit Die Nacht mit dem Teufel entstand, oberflächlich gesehen, ein mediävales Werk über den Satan und die Macht und Unzerstörbarkeit der Liebe, jedoch kann Carnés anspielungsreicher Streifen auch als eine Parabel auf die Zeit unter der deutschen Okkupation gewertet werden.“
In Buchers Enzyklopädie des Films ist zu lesen: „Dieser während der Okkupation gedrehte allegorische Fantasiefilm war von Prévert ursprünglich als zeitgenössische Paraphrase auf Hitler und die Grenzen seiner Macht geplant. Die Zensur erzwang jedoch eine Rückverlagerung in das Mittelalter, aus dem die Legende stammt, und machte so die Parallelen nahezu unkenntlich. So begeisterte der Film, dessen formalisierte Schönheit und Kühle in Inszenierung wie Darstellung […] einen höchst wirkungsvollen Kontrast zu der emotionsgeladenen Geschichte abgibt, vor allem als überzeugende Beschwörung einer Fantasiewelt.“
Das Lexikon des internationalen Films urteilt: „Die große stilistische Meisterschaft Carnés, die diesen Film auszeichnet, erweist sich in ihrem Blendwerk als eine ‚teuflische List‘, die in der Zeit der Okkupation Regisseure zu mittelalterlichen Stoffen greifen ließ, um – sehr verschleiert – künstlerisch Widerstand zu leisten. Besonders erwähnenswert sind die außergewöhnlichen Dekors von Wakhevitch und Trauner und die deutlich pointierten Dialoge von Prévert/Laroche.“